# Андрей (Метюк)
Андрей (в миру Григорий Андреевич Метюк; 3 января 1898, село Теребин, Грубешовский уезд, Холмская губерния — 2 февраля 1985, Виннипег) — первоиерарх Украинской греко-православной церкви Канады с титулом «митрополит Виннипега и всей Канады».

## Биография
Родился 3 января 1898 года в селе Теребин Грубешовского уезда Холмской губернии (ныне Хрубешовский повят Люблинского воеводства) в семье Андрея Метюка и его супруги Юлии (из рода Абрам).
Посещал школу в родном селе. В 1924 году окончил Виленскую духовную семинарию.
В 1929 году окончил богословский факультет Варшавского университета со званием магистра богословия.
21 сентября 1924 года рукоположён в сан диакона, 27 сентября — в сан священника митрополитом Дионисием (Валединским) в митрополичьем кафедральном соборе святой Марии Магдалины в Варшаве.
Назначен сначала настоятелем Носовского прихода, администратором Жеротинского прихода и одновременно благочинным Бельскоподляского округа. Впоследствии становится настоятелем собора Успения Божьей Матери в Грубешове и диаконом Грубешевского округа с обязанностями законоучителя Грубешевской гимназии. Занимался религиозно-национальным воспитанием украинской молодёжи, будучи законоучителем в народных, средних и высших школах; в 1943 стал профессором и ректором Холмской духовной семинарии.
В 1945—1948 годы занимался миссионерско-пастырской работой в Швейцарии среди украинских беженцев в Женеве, Лозанне, Цюрихе, Базеле, Лугано, Люцерне, Берне, Энгельберге и других местах.
В Берне в течение двух лет углублял свои богословско-философские познания.
С 1948 года переехал в Канаду.
5 июля 1959 года рукоположён во епископа Эдмонтона и Западной Канады.
В 1963 году возведён в сан архиепископа.
С 1975 года — митрополитом Виннипега и всей Канады, первоиерарх Украинской греко-православной церкви в Канаде.
Скончался 2 февраля 1985 году в Виннипеге. Похоронен там же.

## Сочинения
- Об'єднання християнських церков: У світлі навчання св. Православної Церкви // Віра й культура. 1961. Ч. 6, № 90; Ч. 7, № 91;
- Будьмо вірні заповітам. Едмонтон, 1962;
- Наші приготування до Різдва Христового // Віра й культура. 1962. Ч. З, № 99;
- Православна віра. Вінніпеґ, 1962; 1976;
- Beginning in Jerusalem. Winnipeg, 1980;
- The Union with Rome Is Not for Ukrainians. Winnipeg, 1984.